# هنتر إليس
هنتر إليس (بالإنجليزية: Hunter Ellis)‏ هو ضابط وعالم سياسة أمريكي، ولد في 5 يوليو 1968 في الإسكندرية في الولايات المتحدة.

## وصلات خارجية
- هنتر إليس على موقع IMDb (الإنجليزية)
- هنتر إليس على موقع قاعدة بيانات الفيلم (الإنجليزية)